# Burg Pottenburg
Die Pottenburg, auch Hasenburg oder Mädchenburg genannt, ist die Ruine einer im Mittelalter wichtigen Grenzburg im Vorfeld der Hainburger Pforte. Sie liegt als Spornburg in den niederen Karpaten an der österreichischen Grenze zur Slowakei nordöstlich und etwa 120 Meter unterhalb des Gipfels der Königswarte. Unterhalb der Burg befand sich die abgegangene Siedlung Amberg.

## Geschichte
Nach einigen Autoren wurden die Befestigungen erstmals zwischen 990 und 1025 erwähnt, als das Land während der ungarischen Invasion verloren ging und dann zurückerobert wurde. Der erste Besitzer der Burg war Graf Poto, der Sohn des Pfalzgrafen Hartwig von Regensburg. 1054 ergriff er jedoch für Konrad, Herzog von Bayern Partei, der sich mit den Ungarn verbündete. Kaiser Heinrich III. unterdrückte den Aufstand und entzog Poto sein gesamtes Eigentum. Der Kaiser gab die Burg dem Bischof von Eichstätt. 
1108 besaß ein Nachfahre von Poto, der aus der Familie von Asparn stammte, die Burg. Nach dem Aussterben seiner Familie wurde die Pottenburg 1226 landesfürstliches Lehen. Sie wurde Heinrich von Brunn, dem Ehemann der Mathilde von Asparn, übergeben. Die Burg war jedoch viele Male in ihrer Geschichte im Besitz von Ungarn.
Andere Forscher lehnen eine derart frühe Begründung der Herrschaft hingegen ausdrücklich ab und vermuten sie erst in der ersten Hälfte des 13. Jahrhunderts. Jedenfalls datiert eine erste urkundliche Nennung aus 1256.
Graf Konrad von Schaunberg kaufte die Burg 1343 Heinrich von Brunn ab, gab sie aber bereits 1351 an den Souverän zurück. Umfangreiche Rekonstruktionen und Erweiterungen wurden 1359 und 1437 durchgeführt. 
Gamareth Fronauer, der sich in der Burg festgesetzt hatte und ihre Aufgabe ausschlug, wurde 1460 vom kaiserlichen Hauptmann Ulrich von Grafenegg vertrieben. Als König Matthias Corvinus 1482 die Pottenburg eroberte, blieb sie zehn Jahre lang in den Händen der Ungarn und war eine Grenzburg zwischen Ungarn und Österreich.
Nach der Rückeroberung wurde sie erneut von einem landesfürstlichen Pfleger verwaltet. Die Burg wurde um 1500 aufgegeben und nicht mehr als Festung genutzt. 
1517 verkaufte Kaiser Maximilian I. die Burg an Wilhelm II. von Zelking. 1529 fiel die Burg mehr oder weniger kampflos in die Hände der Türken. Nach deren Rückzug blieb nur mehr eine Ruine zurück, die sie bis heute blieb.
1544 verkauften die Zelkinger die Burg an die Grafen von Walterskirchen, die bis heute die Besitzer sind.

## Beschreibung

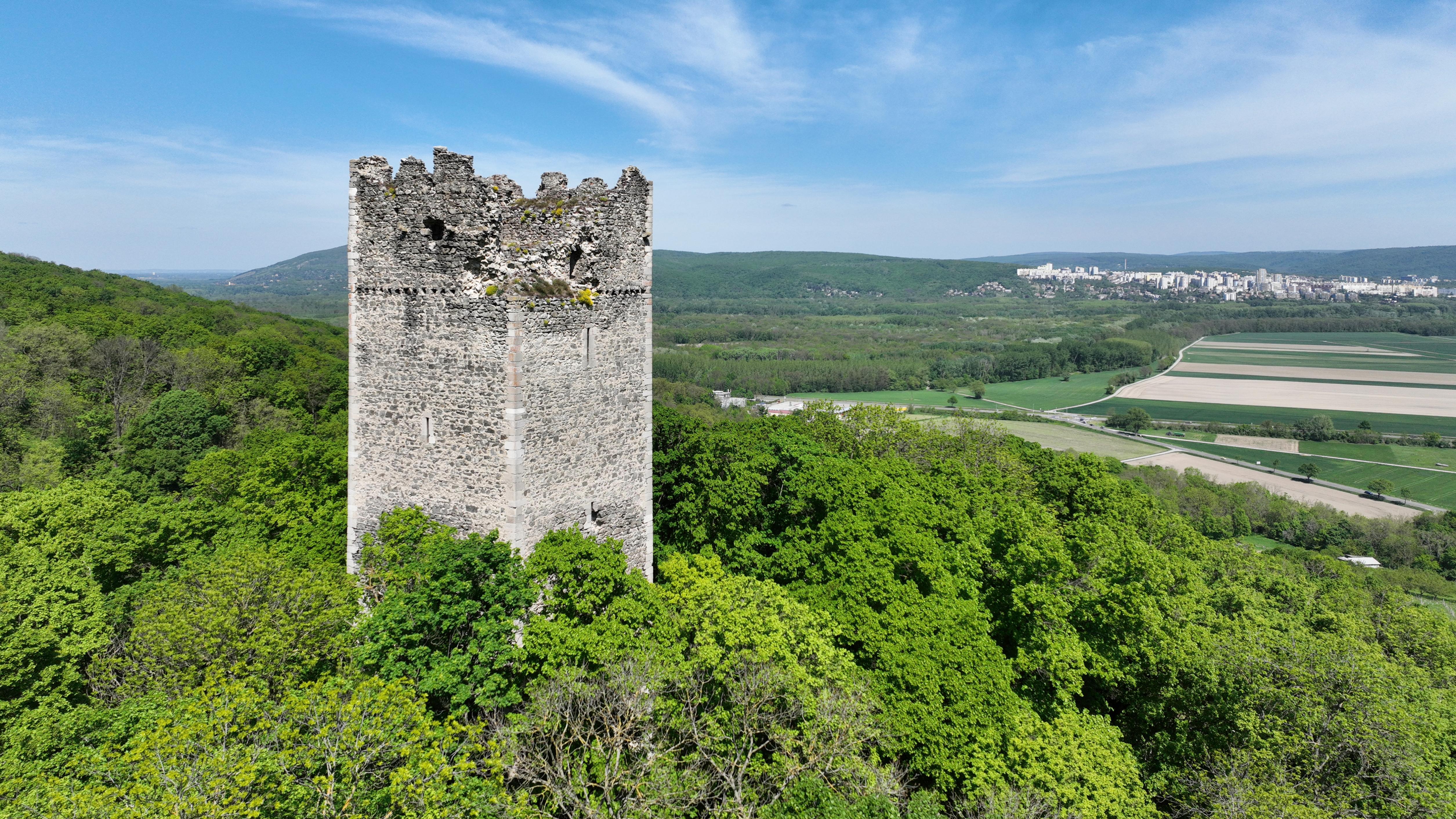
Der weithin sichtbare Bergfried der ehemaligen Burg mit Dlhé diely, ein Stadtteil von Bratislava, im Hintergrund

Die Kernburg (Hochburg) selbst ist im höchsten Teil des allgemein nach Nordosten abfallenden Geländes auf einem quadratischen Plateau errichtet. Im Norden ist der Hochburg eine Vorburg vorgelagert, die als Wirtschaftsbereich diente, und im Nordwesten ein Vorwerk. Die Anlage ist von Umwehrungen, im Nordwesten und Osten von Gräben und im Süden von zwei Gräben mit einem mittleren Wall umgeben.
Hinter der Umwehrung liegt der aus der Mitte des 13. Jahrhunderts stammende hohe äußere Wehrmauerring aus Bruchsteinen. Vom ehemaligen Wehrgang sind noch die Balkenlöcher vorhanden, ebenso eingemauerte Kragsteine von ehemaligen Wehrerkern und Abtritten. An der Ostseite tritt aus der Mauer ein halbrunder Turm aus der Zeit um 1500 hervor. 
Durch das nordwestseitig vorgelagerte Vorwerk führt der Weg durch das gequaderte gotische Portal zur Vorburg, die durch einen gedrückten Rundbogen betreten wird. Dort befinden sich Reste eines Wohngebäudes mit Brunnenhof (möglicherweise aus dem Jahr 1437).
Die Hochburg wird von dem isoliert stehenden ca. 26,5 m hohen sechsgeschoßigen Bergfried aus dem zweiten Viertel bzw. der Mitte des 13. Jahrhunderts beherrscht. Er ist aus etwa 3,5 m starkem Bruchsteinmauerwerk mit behauenen Eckquadern aufgeführt, das durch Langschartenfenster in tiefen Trichternischen durchbrochen ist. Der obere Abschluss (die ehemalige Wehrplattform) ist mit Kragsteinen und Wasserspeiern eingefasst. An der Ostseite befindet sich ein Hocheinstieg. Im Inneren weisen die unteren Geschoße schwere Kreuzrippengewölbe auf und sind durch Treppenaufgänge, die in die Mauerstärke eingelassen sind, miteinander verbunden. 
Östlich davon sind die Mauerreste des ehemaligen Palas (evtl. auch der Kapelle) vorhanden. In deren Westseite befindet sich ein Hocheinstieg, der in der Höhe mit dem gegenüber liegenden Einstieg des Bergfrieds korrespondiert, so dass zu vermuten ist, dass die Baukörper durch eine Brücke verbunden waren. Unterhalb des Einstiegs ist ein Spitzbogenportal vorhanden.